# Charles Gondouin
Charles Gondouin (21 de julio de 1875 - 24 de diciembre de 1947) fue un jugador de rugby francés y  competidor del tira y afloja, que participó en los Juegos Olímpicos de París 1900.
Él era un miembro del equipo de la unión de rugby francés, que ganó la medalla de oro.
También participó en el tira y afloja, el cual ganó una medalla de plata como miembro del equipo de Francia.
Gondouin estudió en el Lycée Condorcet, luego trabajó como periodista deportivo. 
Fue asesinado en la víspera de Navidad cuando fue atropellado por un automovilista en París mientras regresaba de una reunión para un club de carreras en Francia.